# Jakob Crepaz-Maidl

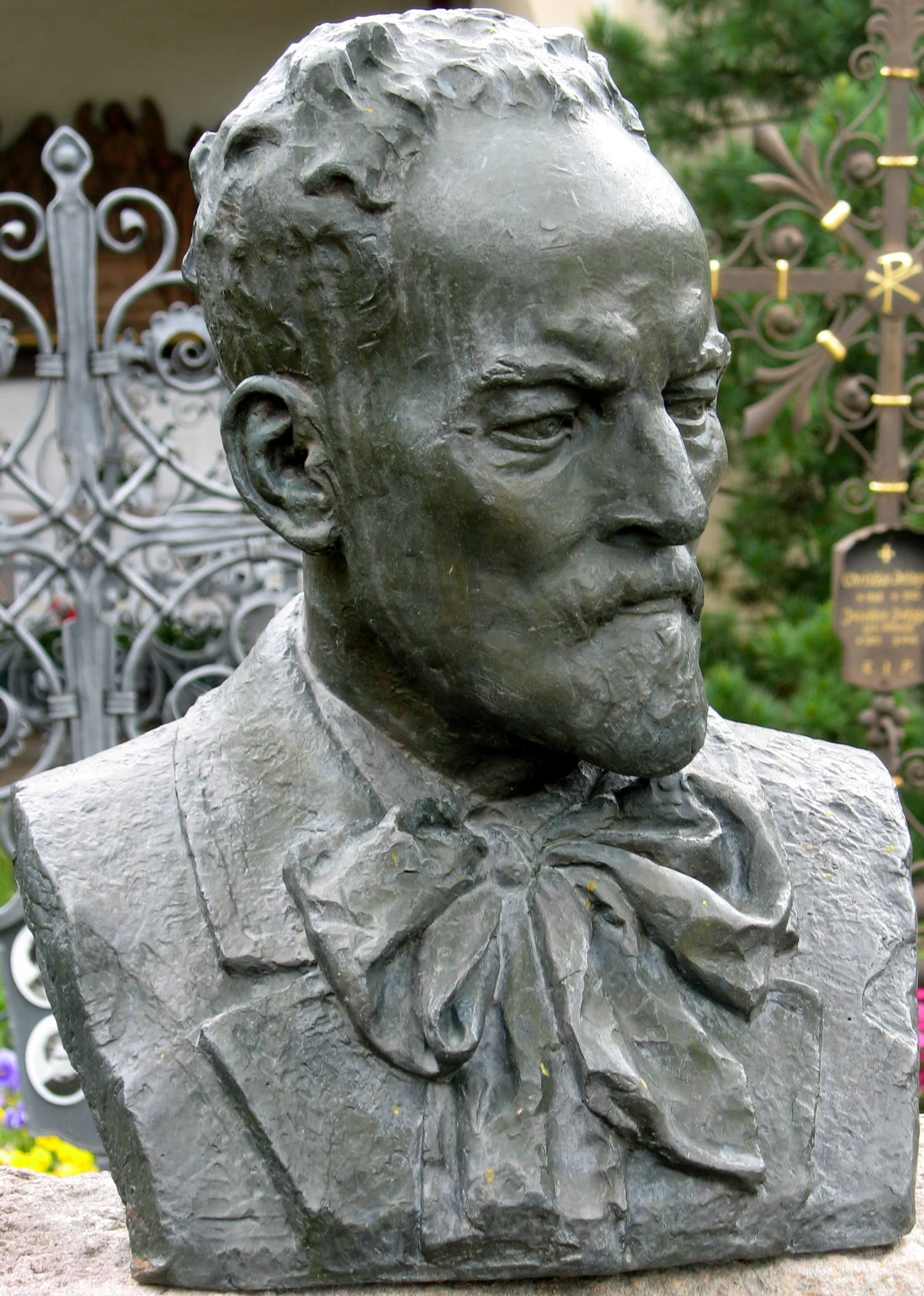
Büste des Jakob Crepaz am Grabstein im Friedhof von St. Ulrich. Plastik des Sohns, Carlo Crepaz

Jakob Crepaz-Maidl (auch Jocl Crepaz da Maidl genannt; * 23. Juli 1874 in Cherz Buchenstein; † 14. Jänner 1940 in St. Ulrich in Gröden, Südtirol) war ein Bildhauer.

## Leben
Jakob Crepaz-Maidl stammt aus einer Bergbauernfamilie mit acht Kindern. Als Kind hütete er auf den Weiden von Incisa Ziegen und schnitzte dabei mit seinem Taschenmesser kleine Gegenstände. Später kam er nach St. Ulrich in Gröden in die Werkstatt des Ferdinand Demetz, wo er seine Lehrzeit ableistete. Weiterhin arbeitete er in der Werkstatt des Josef Riffeser-Stufan.
Am 21. Oktober 1907 heiratete er Adelinde Sotriffer. Er hatte zwei Söhne, Carlo und Leo, beide Künstler. Den Ersten Weltkrieg verbrachte er als Soldat an den Fronten am Col di Lana, Judikarien, Folgaria und Monte Maio. Es wird erzählt, er habe eine Schneefigur zu Ehren des Kaisers Karl geschnitzt, die Kameraden jedoch nachts zerstörten, weil sie wegen des Krieges über den Kaiser verärgert waren.
1920 gründete er mit Giacobe Mussner-Scizr, Vinzenz Moroder-Scurcia und vielen anderen Künstlern den Verein zur „Ausstellung für Kunst und Kunstgewerbe“. Die ersten Ausstellungen dieses Vereines fanden im Gebäude der Volksschule in St. Ulrich statt.

## Werke
Viele seiner Werke wurden in alle Welt verschickt. In St. Ulrich in Gröden sind in der Pfarrkirche die Hl. Elisabeth von Ungarn, zwei Engel und Christus am Altar der Rosarienkirche zu bewundern. In der Antoniuskirche in St. Ulrich befinden sich zwei Holzskulpturen des Crepaz in der Lourdesgrotte. Er schnitzte auch gerne Schneefiguren, davon, zum Anlass der Markterhebung von St. Ulrich, einen Hl. Ulrich und Allegorien über das Kunsthandwerk in Gröden. Anlässlich der Eröffnung des ersten Eisplatzes in St. Ulrich schnitzte er einen Hl. Don Bosco aus Schnee.

## Bildergalerie

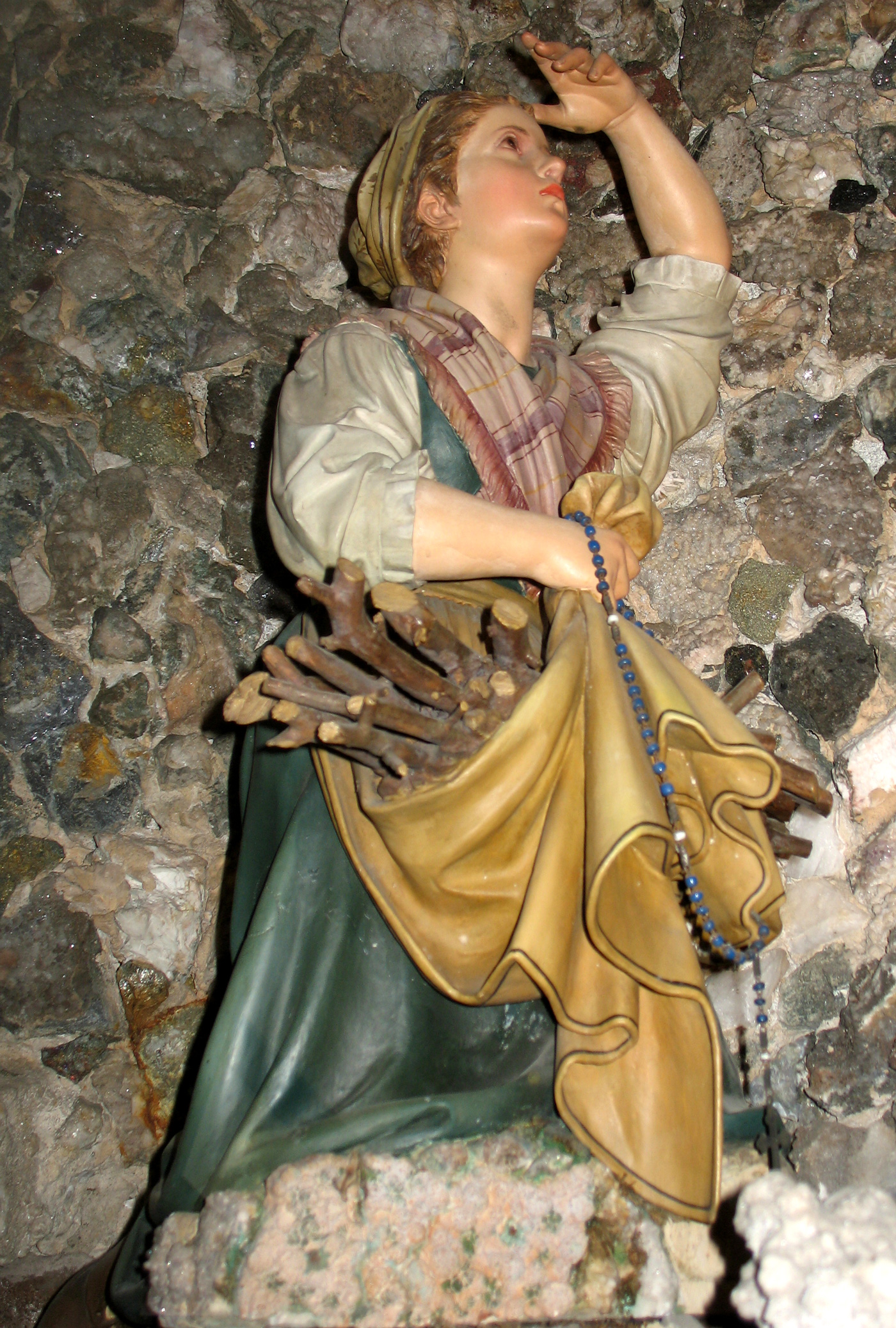
Bernadette Soubirous in der Lourdesgrotte
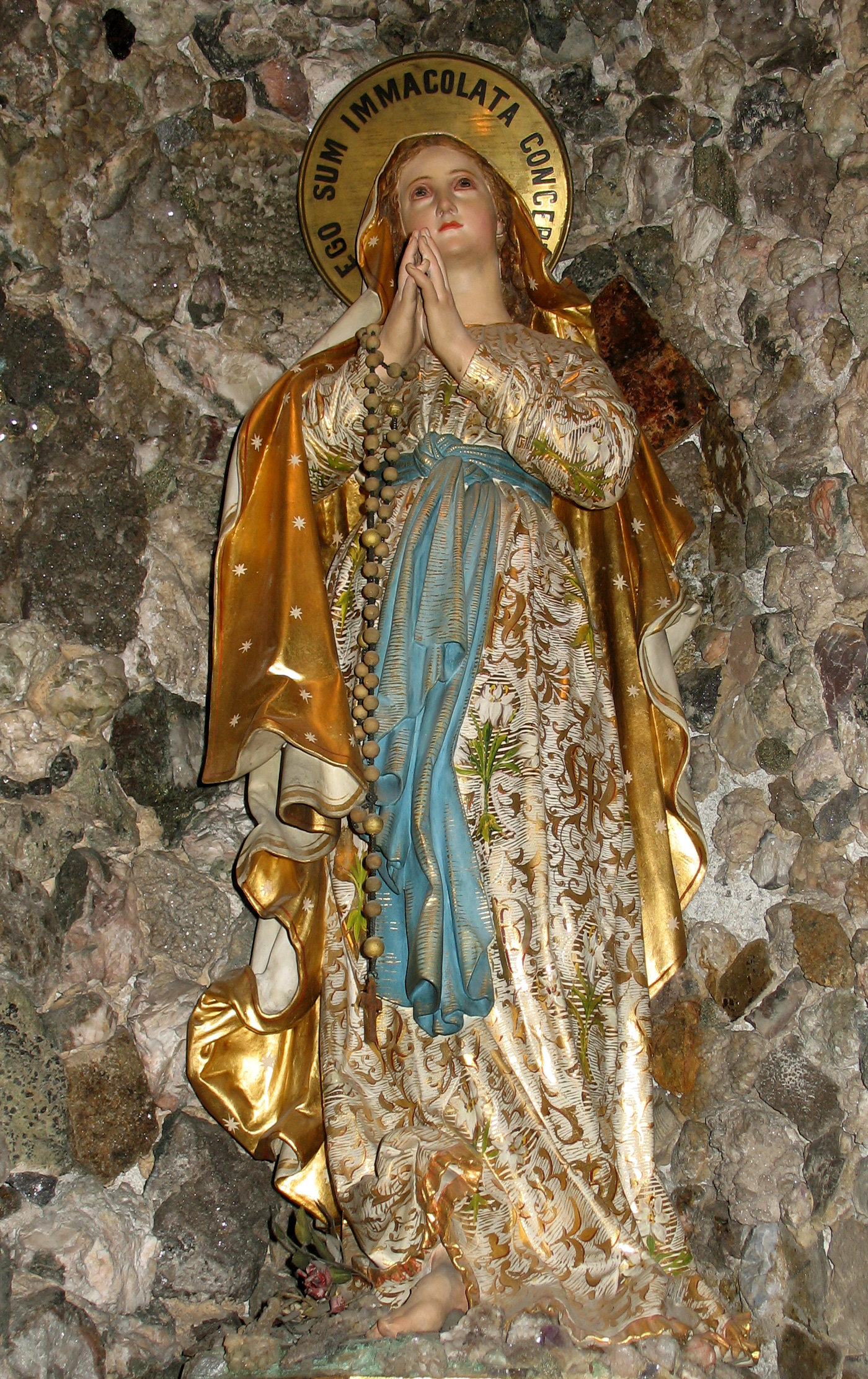
Muttergottes in der Lourdesgrotte in der Antoniuskirche in St. Ulrich in Gröden
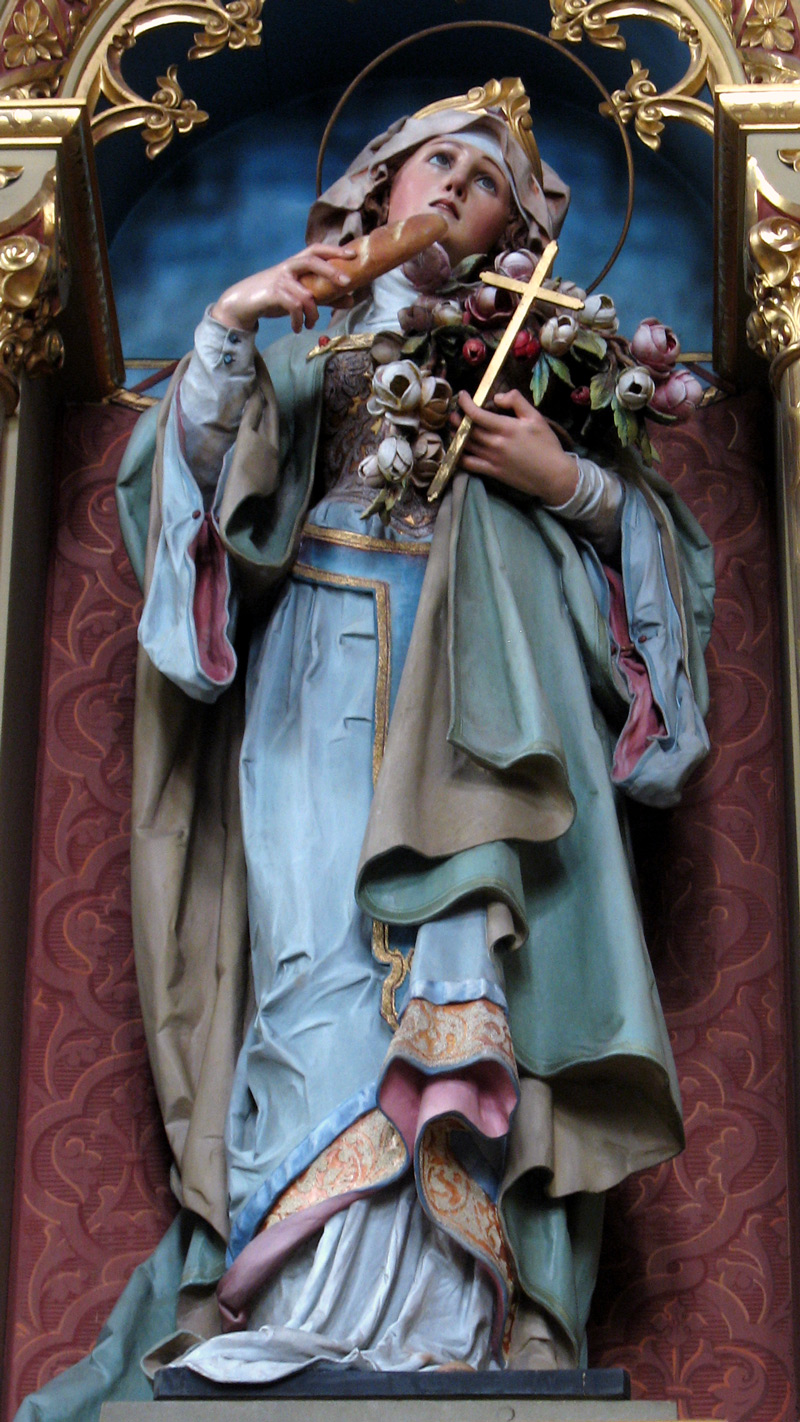
Heilige Elisabeth in der Pfarrkirche von St. Ulrich in Gröden
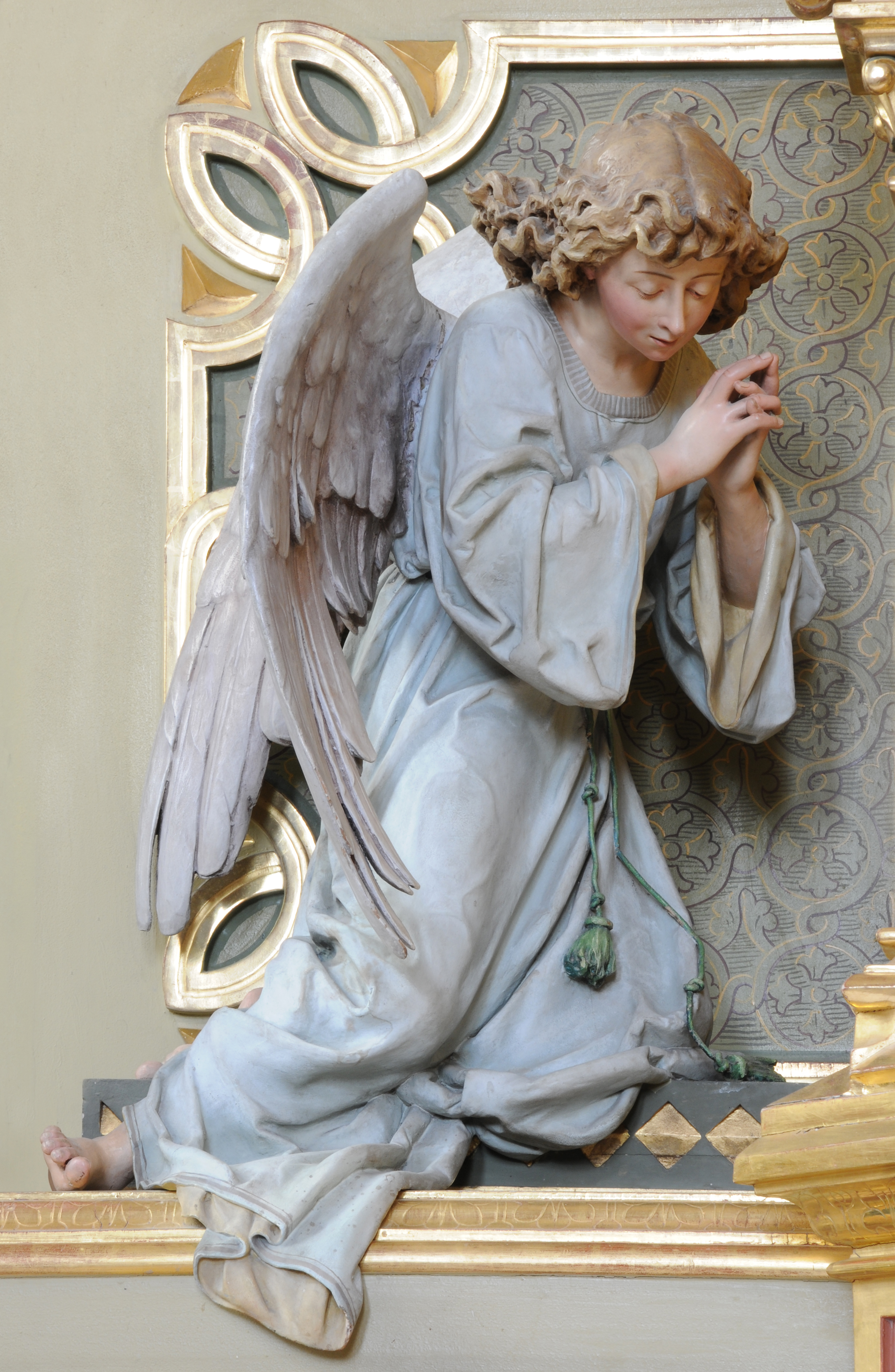
Engel in der Pfarrkirche von St. Ulrich in Gröden
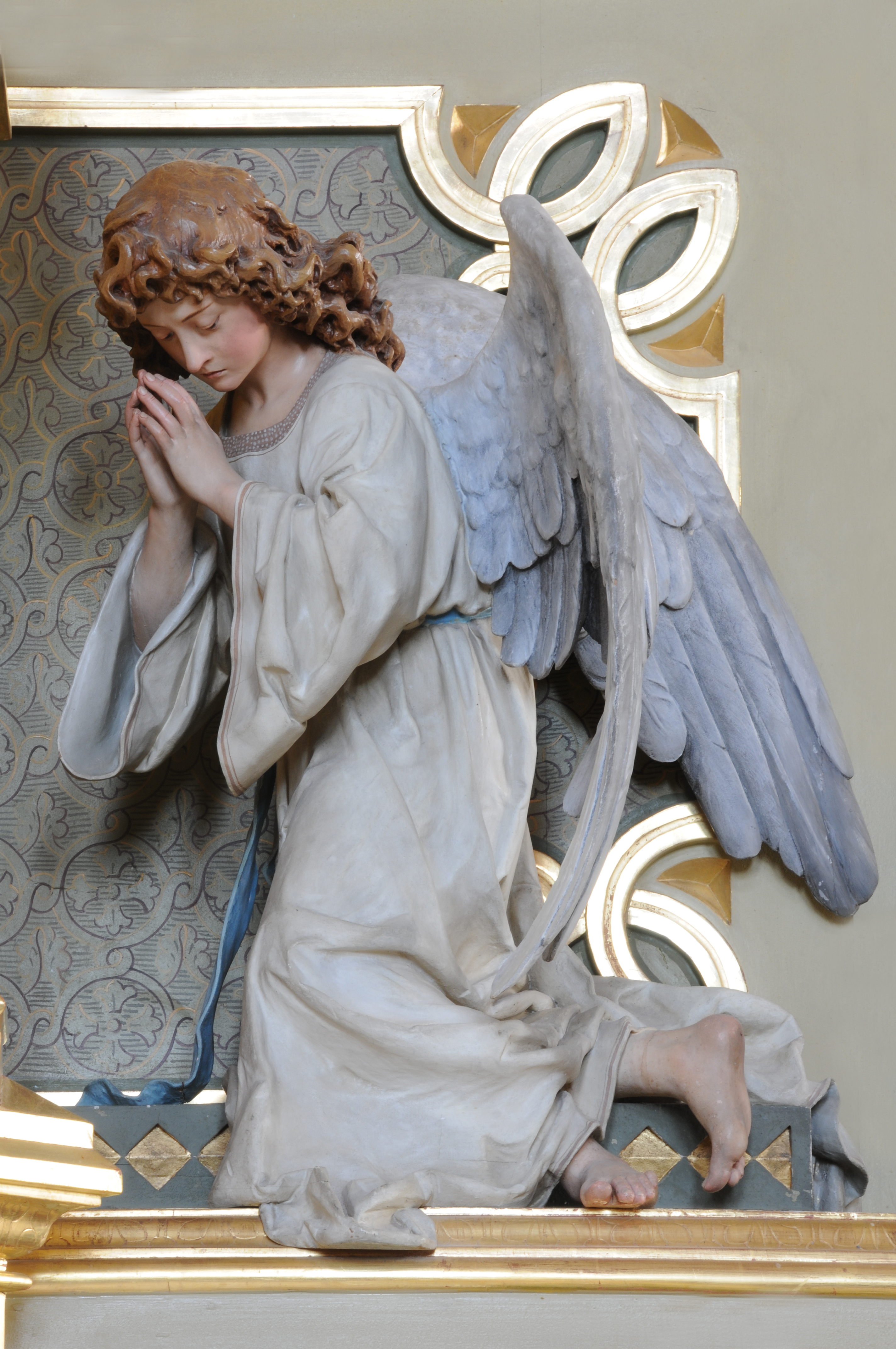
Engel in der Pfarrkirche von St. Ulrich in Gröden
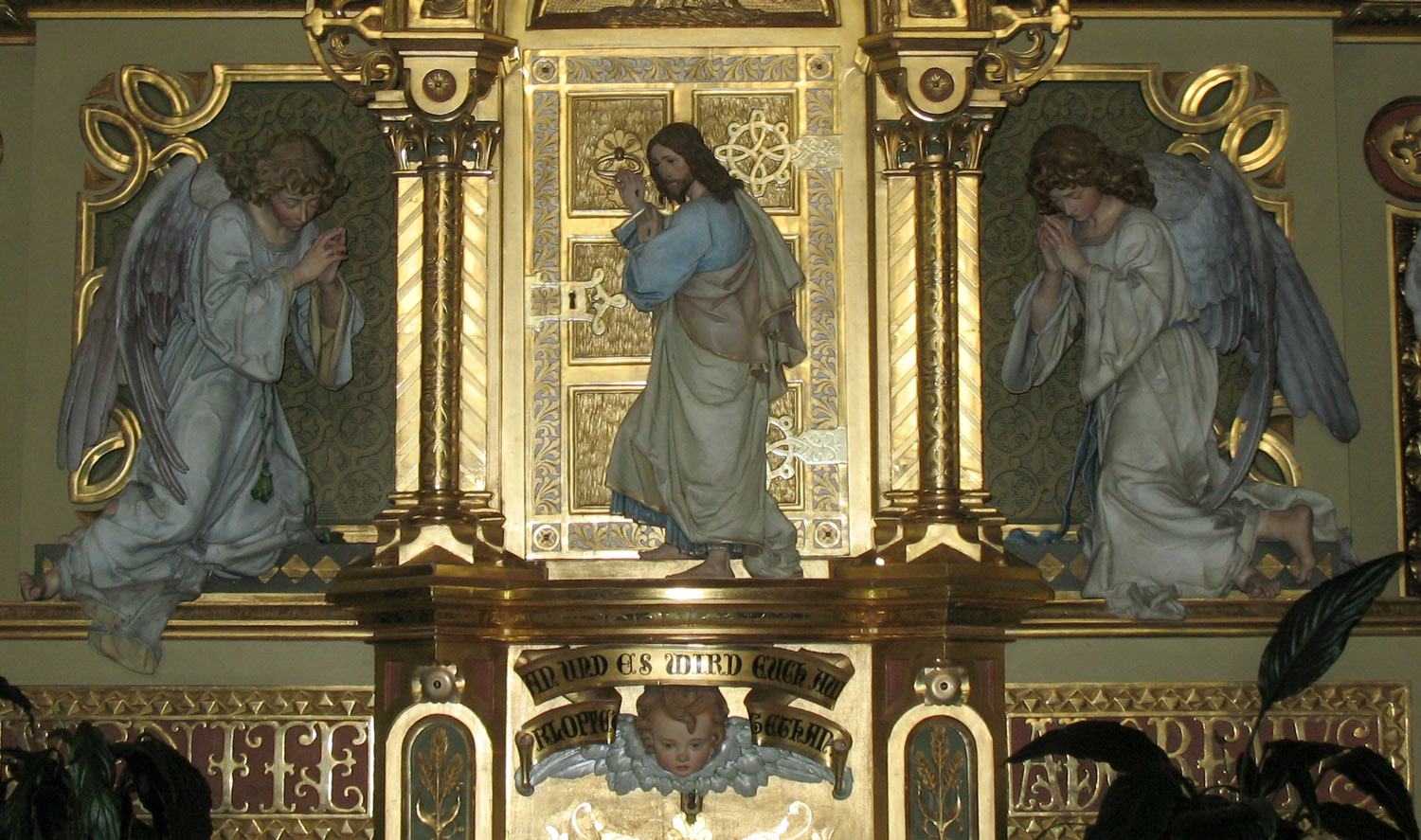
Tabernakel in der Pfarrkirche von St. Ulrich in Gröden